# Séparée
Als Chambre séparée oder auch nur Séparée wird ein abgeteilter, sichtgeschützter Bereich in einem Lokal oder Restaurant genannt.
Diese Bezeichnung ist französisch, kommt jedoch nicht in dieser Verwendung im Französischen vor. Auf Französisch heißt der Raum nämlich cabinet particulier. Nach Wolf Graf Baudissin und Wilhelm Spemann „sagt der Deutsche chambre séparée, während der Franzose niemals diesen Ausdruck gebraucht, sondern nur eine chambre particulière kennt“. Somit ist Séparée ein Scheingallizismus.

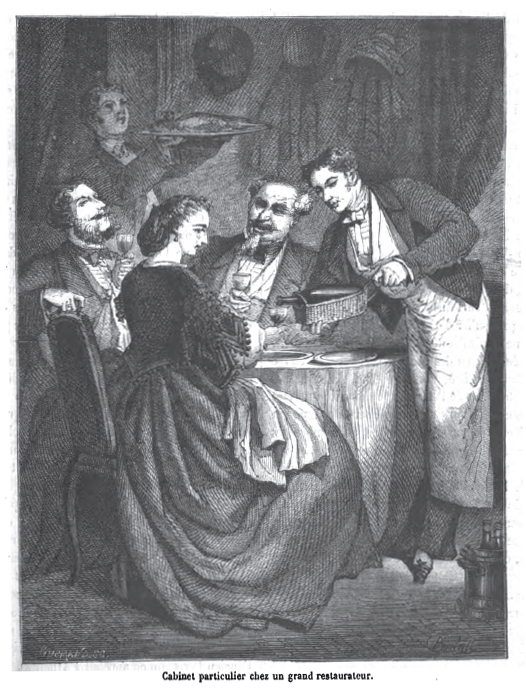
Ein Cabinet particulier in einem französischen Restaurant in einer Darstellung von 1863
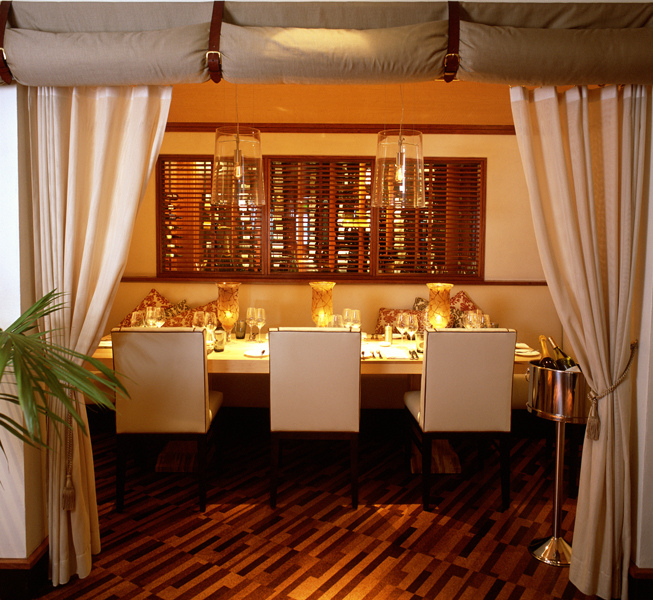
Séparée in einem Hotel in San Diego, 2009
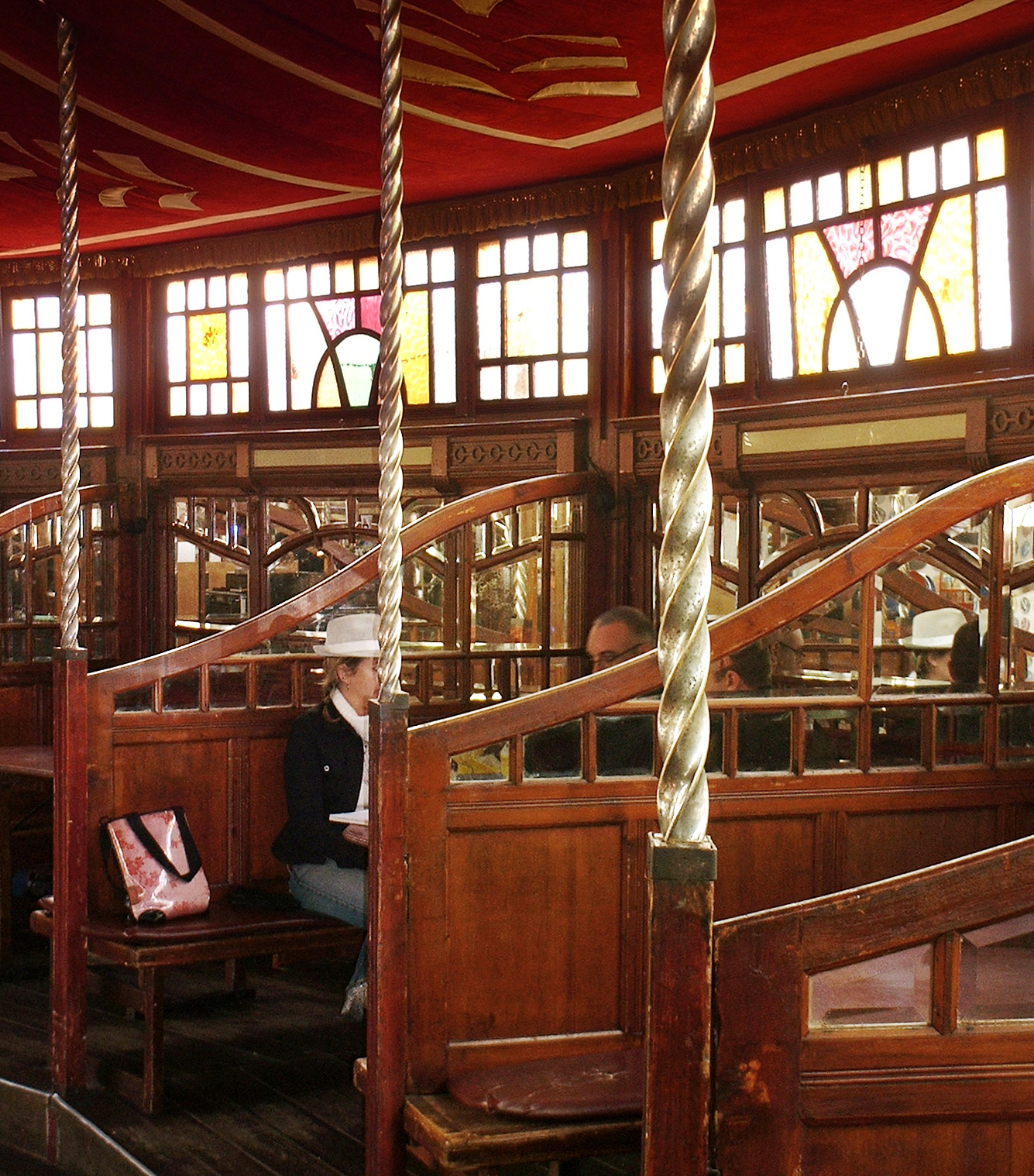
Séparées in „The Grand Spiegeltent“, einem Spiegelzelt von circa 1900, hier im Jahr 2004

Dieser Raum ist für kleinere Gesellschaften gedacht.
Das Wiener Hotel Sacher verfügte bereits im 19. Jahrhundert über mehrere Chambre séparées, in denen sich internationale Politiker, Künstler und Wiener Persönlichkeiten ungestört begegnen konnten. Der zweiteilige Fernsehfilm Das Sacher. In bester Gesellschaft (2016) gibt einen Einblick in die damalige Zeit. Das Séparée wurde aber mehr und mehr auch zu Treffen mit heimlichen Liebschaften genutzt, wobei nach außen hin Anstand und Sitte gewahrt werden sollte.
Diese Doppelmoral steht auch im Mittelpunkt des Dramas Reigen, das Arthur Schnitzler im Winter 1896–97 schrieb. Dabei spielt das Chambre séparée insbesondere in der sechsten Episode Der Gatte und das süße Mädel sowie in der siebten Episode Das süße Mädel und der Dichter eine besondere Rolle.
Die Operette Der Opernball von Richard Heuberger, die 1898 uraufgeführt wurde, befasst sich ebenfalls mit diesem Thema und beschreibt in einem Duett, was man sich von einem Besuch im Chambre séparées erhoffte:

„Geh’n wir ins Chambre séparée, ach, zu dem süßen Tête-à-tête, dort beim Champagner und beim Souper man alles sich leichter gesteht!“

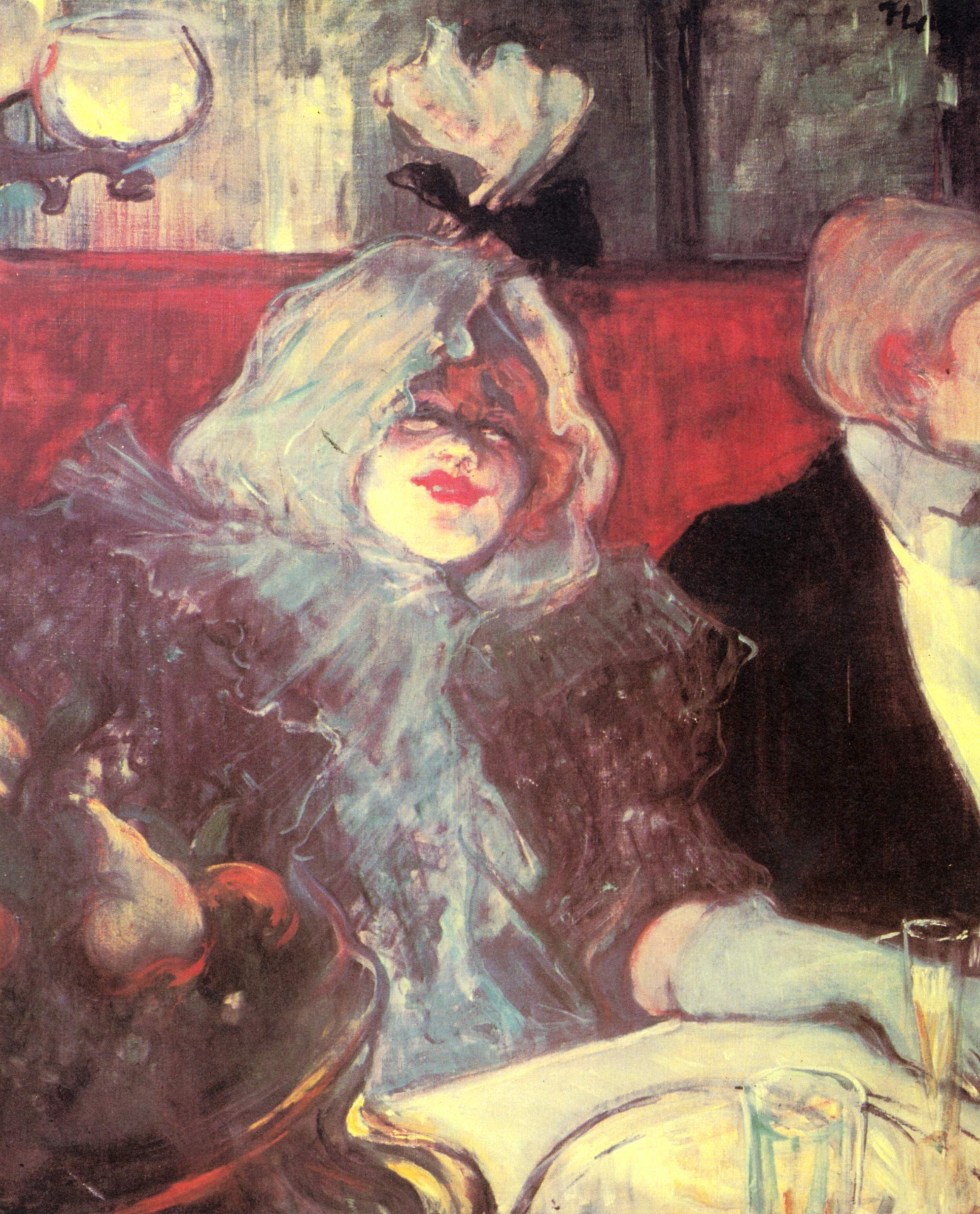
En cabinet particulier – Au ’Rat Mort’. Gemälde von Henri de Toulouse-Lautrec
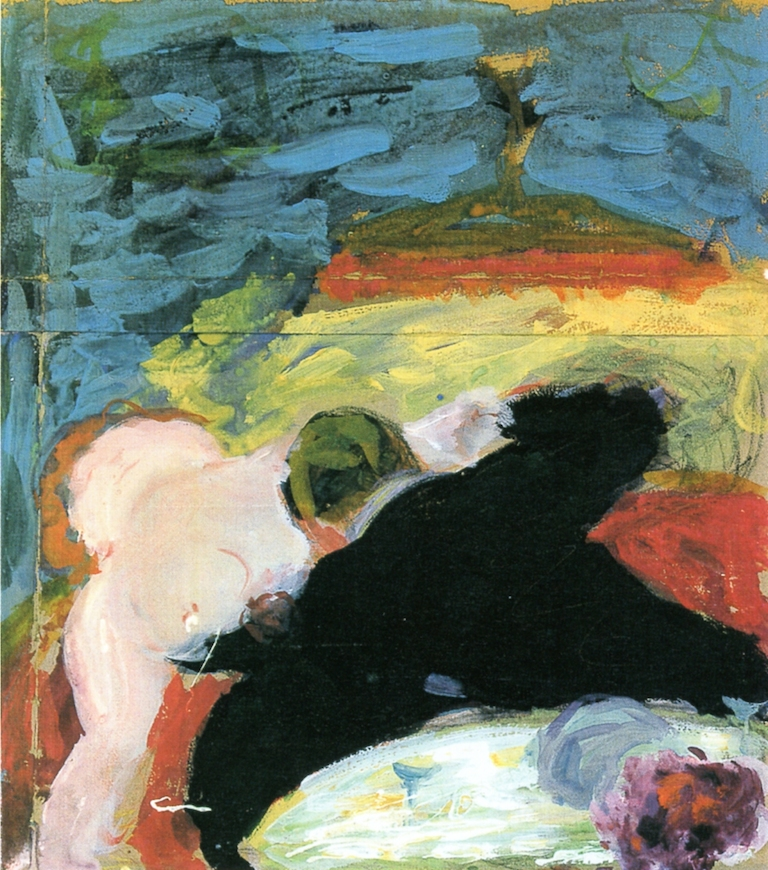
Jawlensky im Chambre séparée. Gouache von Marianne von Werefkin

Bekannt sind auch das Gemälde En cabinet particulier – Au ’Rat Mort’ (um 1899) von Henri de Toulouse-Lautrec, dessen Originaltitel den Begriff cabinet particulier enthält, sowie die Gouache Jawlensky im Chambre séparée (um 1909) von Marianne von Werefkin.
André Schwarz setzt sich in seinem Buch Lustvolles Verschweigen und Enthüllen. Eine Poetik der Darstellung sexuellen Handelns in der Literatur der Wiener Moderne in einem gesonderten Kapitel ebenfalls mit der Bedeutung des Chambre séparées als „Ort der Frivolität“ auseinander.
Nach dem Zweiten Weltkrieg wurde in den Filmen Eine Nacht im Séparée (1950) und Petersburger Nächte (1958) diese zwielichtige Nutzung des Chambre séparées noch einmal aufgegriffen.
Seit einigen Jahren wird die Bezeichnung Chambre séparée wieder in seiner ursprünglichen Wortbedeutung verwendet – für einen kleinen, abgetrennten Raum eines Restaurants zum Bewirten und Feiern im Familien- und Freundeskreis oder für Besprechungen und Geschäftsessen. Diese Séparées werden meist für vier, sechs oder bis zu zwölf Personen angeboten. Manche Restaurants bieten unter dem Namen Séparée auch Räume für 20 Personen an.
Die Frankfurter Allgemeine Zeitung berichtete 2006 von einer Jobmesse für Juristen, bei der die Absolventen in halbstündigen persönlichen Gesprächen, die jeweils in einem der Séparées oberhalb der Messehalle stattfanden, ihre Kommunikationsfähigkeiten nachweisen konnten, bevor weitere Bewerbungsgespräche mit Anwälten folgten.
2012 erschien im Manager Magazin ein Beitrag unter dem Titel Geschäftsessen: Die besten Business-Séparées und stellte Gourmet- und Haute Cuisine-Restaurants mit Séparées für den Business-Talk in Berlin, Düsseldorf, Dresden, Frankfurt, Hamburg, Köln und München vor.
Als eine Folge der Corona-Pandemie und der damit verbundenen Kontaktbeschränkungen richteten ab Mitte 2020 viele Restaurants Séparées ein, um ihren Gästen einen Restaurantbesuch im kleinen Kreis zu ermöglichen. Hierbei ist nicht der Sichtschutz wichtig, sondern die Begrenzung von Ansteckungsmöglichkeiten unter den Gästen. In Stuttgart eröffnete im Herbst 2021 ein Restaurant in seinem Außenbereich Séparées für nicht gegen Corona geimpfte Gäste.
Außerhalb der Gastronomie wird dieser Begriff Séparée auch verwendet. So wurde in Weiden der parteilosen Stadträtin Sonja Schuhmacher für ihre Teilnahme an Sitzungen im Weidener Stadtrat im Herbst 2020 ein eigenes Séparée aus Plexiglas gebaut, da sie während der Corona-Pandemie das Tragen einer Schutzmaske verweigerte.